# Копривна (Брестовац)
Копривна је насељено место у општини Брестовац, у западној Славонији, Република Хрватска.

## Историја
До нове територијалне организације налазило се у саставу бивше велике општине Славонска Пожега.

## Становништво
Насеље је према попису становништва из 2011. године имало 7 становника.
| Националност       | 1991.       |
| Срби               | 65 (92,85%) |
| Хрвати             | 3 (4,28%)   |
| Југословени        | 0           |
| остали и непознато | 2 (2,85%)   |
| Укупно             | 70          |